# Wiktor Zyhankow
Wiktor Witalijowytsch Zyhankow (ukrainisch Віктор Віталійович Циганков, wiss. Transliteration Viktor Vitalijovyč Cyhankov; * 15. November 1997 in Naharija, Israel) ist ein ukrainischer Fußballspieler, der derzeit beim FC Girona unter Vertrag steht. Er gab im August 2016 sein Debüt für Kiew in der Premjer-Liha. Am 12. November 2016 spielte er erstmals in der Fußballnationalmannschaft der Ukraine.
Bei der Europameisterschaft 2021 stand er im Aufgebot der Ukraine, die im Viertelfinale gegen England ausschied.